# عیوض‌خان بی‌لی
عیوض‌خان بی‌لی (به لاتین: Eyvazxanbəyli) یک منطقهٔ مسکونی در جمهوری آذربایجان است که در شهرستان آغ‌دام واقع شده‌است.